# Битва при Зирикзе

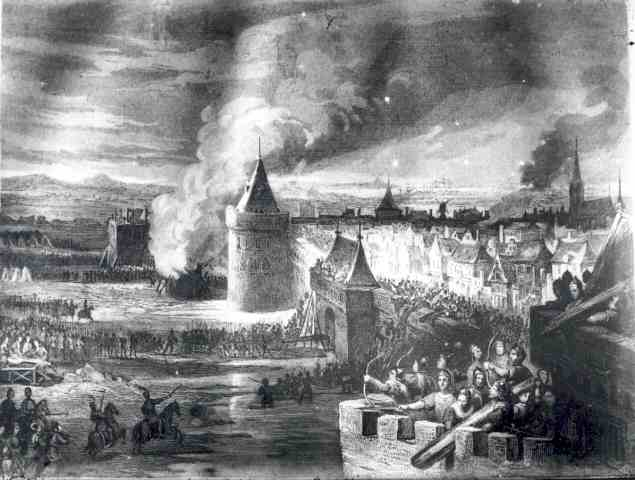
Осада Зирикзе

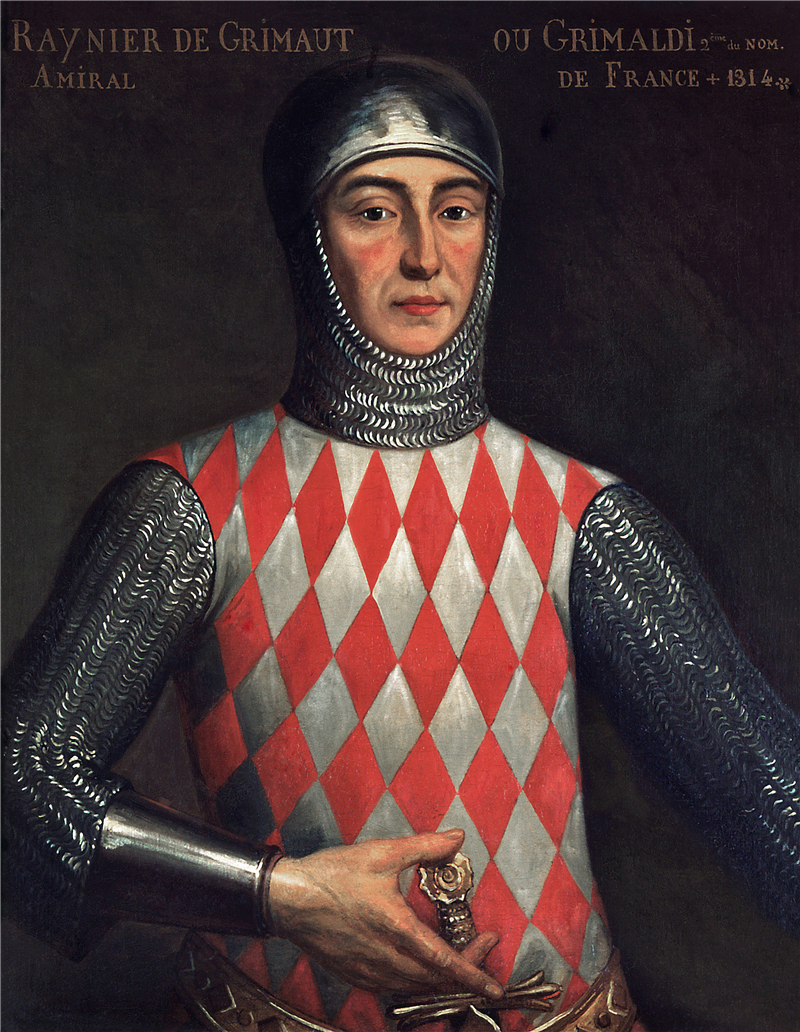
Райнеро Гримальди

Битва при Зирикзе (фр. Bataille de Zierikzee) — морское сражение, произошедшее  10 и 11 августа 1304 года между флотом Фландрии и объединённым флотом Франции, Голландии и Генуи.

## Предыстороия
После поражения французов в битве при Куртре (11 августа 1302) командующий армией повстанцев Ги де Намюр выступил против Голландии — союзницы Филиппа Красивого, и предъявил права на графство Зеландия (он приходился двоюродным братом умершему в 1299 году бездетным Иоганну I — графу Голландии и Зеландии). Фландрские войска заняли всю континентальную территорию графства, кроме портового города Зирикзе, который оказался в осаде. Морское сообщение перекрыла эскадра, собранная Ги де Намюром в апреле 1303 года для завоевания островов. К дню битвы в её состав входили 37 фламандских, английских, ганзейских и шведских кораблей и от 20 до 40 маломерных судов.
В начале лета 1304 года истёк срок перемирия, и на помощь своему союзнику выступил французский король. Его флот состоял из 30 французских и 8 испанских коггов и 11 наёмных генуэзских галер, также Голландия выставила 5 кораблей. Общее командование осуществлял генуэзский адмирал Райнеро Гримальди.
Ход событий описал Гийом Гиар (Guillaume Guiart) (ум. 1316) в своей поэме Branche des Royaux lignages. Он не был участником битвы, но рассказал о ней по горячим следам — около 1306 года.

## Ход сражения
Битва началась вечером 10 августа 1304 года на реке Гуве, в бухте недалеко от Зирикзее. Первыми атаковали французы, но в это время начался отлив и несколько их кораблей село на мель. Однако Ги де Намюр не успел в полной мере воспользоваться сложившейся ситуацией. Он приказал атаковать севшие на мель корабли двумя брандерами, но к тому времени отлив уже сменился приливом. В итоге момент был упущен, и окончательно переломили ход битвы галеры Райнеро Гримальди, до этого находившиеся в резерве. С наступлением темноты противники прекратили бой и отвели свои корабли до утра. В первый день сражения фламандская эскадра потеряла 5 коггов и нефов.
За ночь фламандские корабли в результате дрейфа утратили свой боевой порядок и рассредоточились по Гуве на большом расстоянии друг от друга. Узнав об этом от разведки, Райнеро Гримальди рано утром 11 августа отдал приказ на атаку. В результате франко-голландский флот и генуэзские галеры одержали полную победу. Потери фламандцев составили 23 корабля, большое количество малых судов и свыше тысячи воинов. Ги де Намюр попал в плен.
Войска Филиппа Красивого и Вильгельма Доброго — старшего сына голландского графа нанесли поражение фландрским войскам, осаждавшим Зирикзее с суши, и вскоре освободили всю территорию Зеландии.
В лице Ги де Намюра армия фламандцев лишилась талантливого полководца. Возглавивший её Жан де Намюр — брат Ги уже через неделю потерпел поражение в битве при Монз-ан-Павель. Начались переговоры, и в 1305 году был подписан Атисский договор на условиях, выгодных для французского короля. Он завершил Фландрскую войну 1297—1305 гг.